# Crisia martinicensis
Crisia martinicensis är en mossdjursart som först beskrevs av d'Orbigny 1853.  Crisia martinicensis ingår i släktet Crisia och familjen Crisiidae. Inga underarter finns listade i Catalogue of Life.